# Llista de virreis i governadors de l'Índia Portuguesa

Escut d'armes de l'Estat portuguès de l'Índia.

Aquesta és una llista de governadors i virreis de l'Índia Portuguesa o Estat Portuguès de l'Índia constituït sis anys després de la descoberta de la ruta marítima a l'Índia per Vasco da Gama. El primer títol de "virrei de l'Índia" fou inicialment concedit per D. Manuel I, a Tristão da Cunha, a fi i efecte que la sobirania portuguesa fos representada en els territoris recentment descoberts. A causa de la ceguesa temporal aquest, el càrrec va ser donat el 1505 a Francisco de Almeida, el primer virrei de l'Índia, encara que només el 1510 amb l'expansió territorial duta a terme per Afonso de Albuquerque, que va conquerir Goa i la va convertir en la seu de la presència portuguesa, no se li va donar el nom oficial de Estat portuguès de l'Índia.
El nom de "l'Índia" inclosos tots els territoris a l'oceà Índic, des del sud d'Àfrica fins al sud-est Asiàtic. Inicialment el rei D. Manuel I de Portugal va tractar de distribuir el poder entre tres Governants amb les àrees de competència diferents, però com que la posició va ser centralitzada en Afonso de Albuquerque, que es va convertir en plenipotenciari, ja no es va modificar. La durada del mandat de l'època, com era l'equivalent a Espanya, fou de tres anys, possiblement, donat el poder que representava: en el segle xvi dels trenta-quatre governadors o virreis de l'Índia, només sis van tenir mandats més prolongats.
Durant dos segles, el govern va detenir la jurisdicció sobre totes les possessions portugueses a l'oceà Índic; no fou fins al 1752 que Moçambic va adquirir un govern propi i el 1844 el govern portuguès de l'Índia, també va deixar d'administrar els territoris de Macau, Solor i Timor, veient-se així limitat a una reduïda expressió territorial a la costa Malabar: Goa, Damão, Diu, Nagar-Aveli i Dadrá. Perduts aquests dos darrers enclavaments el 1954, finalment les tres restants places es van perdre el desembre de 1961, quan van ser ocupades per l'índia (encara que Portugal només va reconèixer l'ocupació després de la Revolució dels Clavells el 1975). Així va acabar, després de quatre segles i mig de govern portuguès, l'Estat Portuguès de l'Índia.
Cal tenir en compte que, durant el període de la monarquia el títol de cap de govern de l'Índia Portuguesa va oscil·lar entre el de "Governador" i el de "Virrei". El títol del virrei era només assignat als membres de l'alta noblesa i va ser oficialment abolit l'any 1774, encara que posteriorment fou conferit, de tant en tant, per ser definitivament extingit després de 1835), com es pot veure en la llista que segueix:

## Llista de Governants
| Nº | Designação oficial           | Nom (Naixement–Mort)              | Retrat | Iníci de mandat | Fi de mandat | Notes | Monarca  |
| -- | ---------------------------- | --------------------------------- | ------ | --------------- | ------------ | --- | -------- |
| -  | Virrei de l'Índia            | Tristão da Cunha (c.1460–c.1540)  |        | 1504            | 1504         | Fou nomenat primer virrei i governador de l'Índia Portuguesa, però no va ocupar el càrrec per una ceguera temporal i al seu lloc fou designat Francisco de Almeida. | Manuel I |
| 1  | Virrei de l'Índia            | Francisco de Almeida (1450–1510)  |        | 1505            | 1509         | | Manuel I |
| 2  | Governador Virrei de l'Índia | Afonso de Albuquerque (1453–1515) |        | 1509            | 1515         | | Manuel I |

| Designació oficial                                | Retrat | Persona que exercia el càrrec | Mandat                                  | Sobirà      |
| Governador                                        |        | Diogo Lopes de Sequeira | 1518 - 1522                             | D. Manuel I |
| Governador                                        |        | D. Duarte de Meneses | 1522 - 1524                             | D. Manuel I |
| Virrei de l'Índia                                 |        | D. Vasco da Gama, 1er comte da Vidigueira | 1524                                    | D. Manuel I |
| Governador                                        |        | D. Henrique de Meneses | 1524 - 1526                             |             |
| Governador                                        |        | Lopo Vaz de Sampaio | 1526 - 1529                             |             |
| Governador                                        |        | Nuno da Cunha | 1529 - 1538                             |             |
| Governador Virrei de l'Índia                      |        | D. Garcia de Noronha | 1538 - 1540                             |             |
| Governador                                        |        | D. Estêvão da Gama | 1540 - 1542                             |             |
| Governador                                        |        | D. Martim Afonso de Sousa | 1542 - 1545                             |             |
| Governador                                        |        | D. João de Castro | 1545 - 1548                             |             |
| Virrei de l'Índia i Governador                    |        | D. João de Castro | 1548                                    |             |
| Governador                                        |        | Garcia de Sá | 1548 - 1549                             |             |
| Governador                                        |        | Jorge Cabral | 1549 - 1550                             |             |
| Virrei de l'Índia i Governador                    |        | D. Afonso de Noronha | 1550 - 1554                             |             |
| Virrei de l'Índia i Governador                    |        | D. Pedro Mascarenhas | 1554 - 1555                             |             |
| Governador                                        |        | Francisco Barreto | 1555 - 1558                             |             |
| Virrei de l'Índia i Governador                    |        | D. Constantino de Bragança | 1558 - 1561                             |             |
| Virrei de l'Índia i Governador                    |        | D. Francisco Coutinho, 3r comte de Redondo | 1561 - 1564                             |             |
| Governador                                        |        | João de Mendonça Furtado | 1564                                    |             |
| Virrei de l'Índia i Governador                    |        | D. Antão de Noronha | 1564 - 1568                             |             |
| Virrei de l'Índia i Governador                    |        | D. Luís de Ataíde, 3r comte de Atouguia (1.ª vez) | 1568 - 1571                             |             |
| Governador                                        |        | D. António de Noronha | 1571 - 1573                             |             |
| Governador                                        |        | António Moniz Barreto | 1573 - 1576                             |             |
| Virrei de l'Índia i Governador                    |        | Rui Lourenço de Távora | 1576                                    |             |
| Governador                                        |        | D. Diogo de Meneses | 1576 - 1578                             |             |
| Virrei de l'Índia i Governador                    |        | D. Luís de Ataíde, 3.º conde de Atouguia (2.ª vez) | 1578 - 1580                             |             |
| Governador                                        |        | Fernão Teles de Meneses | 1581                                    |             |
| Virrei de l'Índia i Governador                    |        | D. Francisco Mascarenhas | 1581 - 1584                             |             |
| Virrei de l'Índia Governador                      |        | D. Duarte de Meneses | 1584 - 1588                             |             |
| Governador                                        |        | D. Manuel de Sousa Coutinho | 1588 - 1591                             |             |
| Virrei de l'Índia i Governador                    |        | Matias de Albuquerque | 1591 - 1597                             |             |
| Virrei de l'Índia i Governador                    |        | D. Francisco da Gama, 4t comte da Vidigueira (1.ª vez) | 1597 - 1600                             |             |
| Virrei de l'Índia i Governador                    |        | Aires de Saldanha | 1600 - 1605                             |             |
| Virrei de l'Índia i Governador                    |        | D. Martim Afonso de Castro | 1605 - 1607                             |             |
| Governador                                        |        | D. Frei Aleixo de Meneses, Arquebisbe de Goa i Primat de les Índies | 1607 - 1609                             |             |
| Governador                                        |        | André Furtado de Mendonça | 1609                                    |             |
| Virrei de l'Índia i Governador                    |        | Rui Lourenço de Távora, neto | 1609 - 1612                             |             |
| Virrei de l'Índia i Governador                    |        | D. Jerónimo de Azevedo | 1612 - 1617                             |             |
| Virrei de l'Índia i Governador                    |        | D. João Coutinho, 5è comte de Redondo | 1617 - 1619                             |             |
| Governador                                        |        | D. Jerónimo Coutinho | 1619                                    |             |
| Virrei de l'Índia i Governador                    |        | D. Afonso de Noronha | 1619                                    |             |
| Governador                                        |        | Fernão de Albuquerque | 1619 - 1622                             |             |
| Virrei de l'Índia i Governador                    |        | D. Francisco da Gama, 4t comte da Vidigueira (2.ª vez) | 1622 - 1628                             |             |
| Virrei de l'Índia i Governador                    |        | D. Frei Luís de Brito e Meneses, Bisbe de Meliapor | 1628 - 1629                             |             |
| Consell de Govern Interí                          |        | Nuno Álvares Botelho, D. Lourenço da Cunha i Gonçalo Pinto da Fonseca | 1629                                    |             |
| Virrei de l'Índia i Governador                    |        | D. Miguel de Noronha, 4t comte de Linhares | 1629 - 1635                             |             |
| Virrei de l'Índia i Governador                    |        | Pero da Silva | 1635 - 1639                             |             |
| Governador                                        |        | António Teles de Meneses | 1639 - 1640                             |             |
| Virrei de l'Índia i Governador                    |        | D. João da Silva Telo e Meneses, 1er comte de Aveiras (1.ª vegada) | 1640 - 1644                             |             |
| Virrei de l'Índia i Governador                    |        | D. Filipe Mascarenhas | 1644 - 1651                             |             |
| Virrei de l'Índia i Governador                    |        | D. João da Silva Telo e Meneses, 1er comte de Aveiras (2.ª vegada) | 1651                                    |             |
| Consell de Govern Interí                          |        | D. Frei Francisco dos Mártires, Francisco de Melo e Castro o António de Sousa Coutinho | 1651 - 1652                             |             |
| Governador                                        |        | D. Vasco Mascarenhas, 1er comte de Óbidos | 1652 - 1653                             |             |
| Governador                                        |        | D. Brás de Castro (usurpador) | 1653 - 1655                             |             |
| Governador                                        |        | D. Rodrigo da Silveira, 1er comte de Sarzedas | 1655 - 1656                             |             |
| Governador                                        |        | Manuel Mascarenhas Homem | 1656                                    |             |
| Consell de Govern Interí                          |        | Manuel Mascarenhas Homem, Francisco de Melo e Castro i António de Sousa Coutinho | 1656 - 1661                             |             |
| Consell de Govern Interí                          |        | Luís de Mendonça Furtado e Albuquerque, 1.º conde de Lavradio, D. Manuel Mascarenhas i D. Pedro de Lencastre | 1661                                    |             |
| Consell de Govern Interí                          |        | Luís de Mendonça Furtado e Albuquerque, 1er comte de Lavradio, António de Melo e Castro i D. Pedro de Lencastre | 1661 - 1662                             |             |
| Consell de Govern Interí                          |        | Luís de Mendonça Furtado e Albuquerque, 1er comte de Lavradio i António de Melo e Castro | 14 de desembre a 16 de desembre de 1662 |             |
| Virrei i Governador                               |        | António de Melo e Castro | 1662 - 1666                             |             |
| Virrei i Governador                               |        | João Nunes da Cunha, 1er comte de São Vicente | 1666 - 1668                             |             |
| Consell de Govern Interí                          |        | António de Melo e Castro, Manuel Corte-Real de Sampaio e Luís de Miranda Henriques | 1668 - 1671                             |             |
| Virrei i Governador                               |        | Luís de Mendonça Furtado e Albuquerque, 1er comte do Lavradio | 1671 - 1676                             |             |
| Virrei i Governador                               |        | D. Pedro de Almeida, 1er comte de Assumar | 1676 - 1678                             |             |
| Consell de Govern Interí                          |        | D. Frei António Brandão, Arquebisbe de Goa i Primat de les Índies i António Pais de Sande | 1678                                    |             |
| Governador Interí                                 |        | D. Frei António Brandão, Arquebisbe de Goa i Primat de les Índies | 1678 - 1681                             |             |
| Virrei i Governador                               |        | Francisco de Távora, 1er comte de Alvor | 1681 - 1686                             |             |
| Governador                                        |        | D. Rodrigo da Costa | 1686 - 1690                             |             |
| Governador                                        |        | D. Miguel de Almeida | 1690 - 1691                             |             |
| Consell de Govern Interí                          |        | Fernando Martins Mascarenhas de Lencastre i Luís Gonçalves Cota | 1691                                    |             |
| Consell de Govern Interí                          |        | Fernando Martins Mascarenhas de Lencastre i D. Frei Agostinho da Anunciação, Arquebisbe de Goa i Primat de les Índies | 1691 - 1692                             |             |
| Virrei i Governador                               |        | D. Pedro António de Meneses Noronha de Albuquerque, 2n comte de Vila Verde i 1er marquês de Angeja | 1692 - 1697                             |             |
| Virrei i Governador                               |        | António Luís Gonçalves da Câmara Coutinho | 1697 - 1701                             |             |
| Consell de Govern Interí                          |        | D. Frei Agostinho da Anunciação, Arquebisbe de Goa i Primat de les Índies i Vasco de Lima Coutinho | 1701 - 1702                             |             |
| Virrei i Governador                               |        | Caetano de Melo e Castro | 1702 - 1707                             |             |
| Virrei i Governador                               |        | D. Rodrigo da Costa | 1707 - 1712                             |             |
| Virrei i Governador                               |        | Vasco Fernandes César de Meneses, 1er comte de Sabugosa | 1712 - 1717                             |             |
| Governador                                        |        | D. Sebastião de Andrade Pessanha | 1717                                    |             |
| Virrei i Governador                               |        | D. Luís Carlos Inácio Xavier de Meneses, 5è comte da Ericeira i 1er marquês de Louriçal (1.ª vegada) | 1717 - 1720                             |             |
| Virrei i Governador                               |        | Francisco José de Sampaio e Castro | 1720 - 1723                             |             |
| Governador Interí                                 |        | D. Cristóvão de Melo | 1723                                    |             |
| Consell de Govern Interí                          | -      | D. Cristóvão de Melo, D. Inácio de Santa Teresa, Arcebispo de Goa e Primaz das Índias i Cristóvão Luís de Andrade | 1723 - 1725                             |             |
| Virrei i Governador                               |        | João de Saldanha da Gama | 1725 - 1732                             |             |
| Conselho de Governo Interino                      | -      | D. Inácio de Santa Teresa, Arquebisbe de Goa i Primat de les Índies, D. Cristóvão de Melo i Tomé Gomes Moreira | 1732                                    |             |
| Virrei i Governador                               |        | D. Pedro Mascarenhas, 1er comte de Sandomil | 1732 - 1740                             |             |
| Virrei i Governador                               |        | D. Luís Carlos Inácio Xavier de Meneses, 5è comte da Ericeira i 1er marquès do Louriçal (2.ª vegada) | 1740 - 1742                             |             |
| Consell de Govern Interí                          | -      | D. Francisco de Vasconcelos, D. Lourenço de Noronha i D. Luís Caetano de Almeida | 1742 - 1744                             |             |
| Virrei i Governador                               |        | D. Pedro Miguel de Almeida Portugal e Vasconcelos, 3r comte de Assumar, 1er marquès de Castelo Novo i 1er marquês de Alorna | 1744 - 1750                             |             |
| Virrei i Governador                               |        | Francisco de Assis de Távora, 3r comte de Alvor, 3r marquès de Távora jure uxoris i 4t comte de São João da Pesqueira jure uxoris | 1750 - 1754                             |             |
| Virrei i Governador                               |        | D. Luís Mascarenhas, 2n comte de Alva | 1754 - 1756                             |             |
| Consell de Govern Interí                          | -      | D. António Taveira da Neiva Brum da Silveira, Arquebisbe de Goa i Primat de les Índies, João de Mesquita Matos Teixeira i Filipe de Valadares Sotomaior (governador de Damão)                                                                                                   | 1756 - 1757                             |             |
| Governador Interí                                 |        | D. António Taveira da Neiva Brum da Silveira, Arquebisbe de Goa i Primat de les Índies | 1757 - 1758                             |             |
| Virrei i Governador                               |        | Manuel de Saldanha de Albuquerque e Castro, 1er comte da Ega | 1758 - 1765                             |             |
| Consell de Govern Interí                          | -      | D. António Taveira da Neiva Brum da Silveira, Arquebisbeo de Goa i Primat de les Índies, João Baptista Vaz Pereira i D. João José de Melo (vedor de Hisenda) | 1765 - 1768                             |             |
| Governador i Capità-General de l'Índia            |        | D. João José de Melo | 1768 - 1774                             |             |
| Governador Interí                                 |        | Filipe de Valadares Sotomaior | 1774                                    |             |
| Governador i Capità-General de l'Índia            |        | D. José Pedro da Câmara | 1774 - 1779                             |             |
| Governador i Capità-General de l'Índia            |        | D. Frederico Guilherme de Sousa Holstein | 1779 - 1786                             |             |
| Governador i Capità-General de l'Índia            |        | Francisco da Cunha e Meneses | 1786 - 1794                             |             |
| Governador i Capità-General de l'Índia            |        | Francisco António da Veiga Cabral da Câmara, 1er vescomte de Mirandela | 1794 - 1806                             |             |
| Virrei i Capità-General de l'Índia                |        | D. Bernardo José Maria da Silveira e Lorena, 5è comte de Sarzedas | 1806 - 1816                             |             |
| Virrei i Capità-General de l'Índia                |        | D. Diogo de Sousa, 1er comte de Rio Pardo | 1816 - 1821                             |             |
| Junta Provisional de Govern de l'Estat de l'Índia | -      | Manuel José Gomes Loureiro, Manuel Godinho de Mira, Joaquim Manuel Correia da Silva e Gama, Gonçalo de Magalhães Teixeira Pinto i Manuel Duarte Leitão | 1821                                    |             |
| Junta Provisional de Govern de l'Estat de l'Índia | -      | D. Manuel da Câmara, D. Frei de São Tomás de Aquino, António José de Melo Sotomaior Teles, João Carlos Leal i António José de Lima Leitão | 1821 - 1822                             |             |
| Junta Provisional de Govern de l'Estat de l'Índia | -      | D. Manuel da Câmara, D. Frei de São Tomás de Aquino, António José de Melo Sotomaior Teles, João Carlos Leal i Joaquim Mourão Garcez Palha | 1822 - 1823                             |             |
| Virrei i Capità-General de l'Índia                |        | D. Manuel da Câmara (dissolgué la Junta i va assumir el govern per se) | 1823 - 1825                             |             |
| Consell de Govern de l'Estat de l'Índia           |        | D. Frei Manuel de São Galdino, Cândido José Mourão Garcez Palha i António Ribeiro de Carvalho | 1825 - 1826                             |             |
| Governador i Capità-General de l'Índia            |        | D. Manuel Francisco Zacarias de Portugal e Castro | 1826 - 1830                             |             |
| Virrei i Capità-General de l'Índia                |        | D. Manuel Francisco Zacarias de Portugal e Castro | 1826 - 1835                             |             |
| Governador                                        |        | Bernardo Peres da Silva (1.ª vegada) únic natural de Goa que va exercir el càrrec de Governador | 1835                                    |             |
| Governador                                        |        | D. Manuel Francisco Zacarias de Portugal e Castro | 1835                                    |             |
| Governador                                        |        | Joaquim Manuel Correia da Silva e Gama | 1835                                    |             |
| Consell de Govern de l'Estat de l'Índia           | -      | João Casimiro Pereira da Rocha de Vasconcelos, Manuel José Ribeiro, Frei Constantino de Santa Rita, João Cabral de Estefique, António Maria de Melo, Joaquim António de Morais Carneiro, António Mariano de Azevedo i José António de Lemos (des de 1836 confinada només a Goa) | 1835 - 1837                             |             |
| Governador                                        |        | Bernardo Peres da Silva (2.ª vegada, governant només a Damão e Diu; una Junta Provisional governava a Goa) | 1836 - 1837                             |             |
| Governador                                        |        | Simão Infante de Lacerda de Sousa Tavares, barão de Sabroso (restaura la unitat) | 1837 - 1839                             |             |
| Governador                                        |        | José António Vieira da Fonseca | 1839                                    |             |
| Governador                                        |        | Manuel José Mendes, 1er baró do Candal | 1839 - 1840                             |             |
| Consell de Govern de l'Estat de l'Índia           | -      | José António Vieira da Fonseca, José Câncio Freire de Lima, António João de Ataíde, Domingos José Mariano Luís, José da Costa Campos i Caetano de Sousa e Vasconcelos | 1840                                    |             |
| Governador Interí                                 |        | José Joaquim Lopes de Lima | 1840 - 1842                             |             |
| Consell de Govern de l'Estat de l'Índia           | -      | António Ramalho de Sá, António José de Melo Sotomaior Teles, António João de Ataíde, José da Costa Campos i Caetano de Sousa e Vasconcelos | 1842                                    |             |
| Governador                                        |        | Francisco Xavier da Silva Pereira, 1er baró, 1er vescomte i 1er comte das Antas | 1842 - 1843                             |             |
| Governador                                        |        | Joaquim Mourão Garcez Palha | 1843 - 1844                             |             |
| Governador                                        |        | José Ferreira Pestana, dit «Tito» o «Delícias da Índia» (1.ª vegada) | 1844 - 1851                             |             |
| Governador                                        |        | José Joaquim Januário Lapa, 1er baró i 1er vescomte de Vila Nova de Ourém | 1851 - 1855                             |             |
| Consell de Govern de l'Estat de l'Índia           | -      | D. Frei Joaquim de Santa Rita Botelho, Arquebisbe de Goa i Primat de les Índies, Luís da Costa Campos, Francisco Xavier Peres, Bernardo Heitor da Silva e Lorena i Vítor Anastácio Mourão Garcez Palha                                                                          | 1855                                    |             |
| Governador                                        |        | António César de Vasconcelos Correia, 1er vescomte i 1er comte de Torres Novas | 1855 - 1864                             |             |
| Governador                                        |        | José Ferreira Pestana (2.ª vegada) | 1864 - 1870                             |             |
| Governador                                        |        | Januário Correia de Almeida, 1er baró, 1er vescomte i 1er comte de São Januário | 1870 - 1871                             |             |
| Governador                                        |        | Joaquim José Macedo e Couto | 1871 - 1875                             |             |
| Governador                                        |        | João Tavares de Almeida | 1875 - 1877                             |             |
| Consell de Govern de l'Estat de l'Índia           | -      | D. Aires de Ornelas e Vasconcelos, Arquebisbe de Goa i Primat de les Índies, João Caetano da Silva Campos, Francisco Xavier Soares da Veiga i Eduardo Augusto de Sá Nogueira Pinto Balsemão                                                                                     | 1877                                    |             |
| Governador                                        |        | António Sérgio de Sousa | 1877 - 1878                             |             |
| Consell de Govern de l'Estat de l'Índia           | -      | D. Aires de Ornelas e Vasconcelos, Arquebisbe de Goa i Primat de les Índies, João Caetano da Silva Campos, Francisco Xavier Soares da Veiga i António Sérgio de Sousa Júnior | 1878                                    |             |
| Governador                                        |        | Caetano Alexandre de Almeida e Albuquerque | 1878 - 1882                             |             |
| Governador                                        |        | Carlos Eugénio Correia da Silva, 1er vescomte i 1er comte de Paço de Arcos | 1882 - 1886                             |             |
| Consell de Govern de l'Estat de l'Índia           | -      | D. António Sebastião Valente, Arquebisbe de Goa i Primat de les Índias, José de Sá Coutinho, José Inácio de Brito i José Maria Teixeira Guimarães | 1886                                    |             |
| Governador                                        |        | Francisco Joaquim Ferreira do Amaral | 1886                                    |             |
| Consell de Govern de l'Estat de l'Índia           | -      | D. António Sebastião Valente, Arquebisbe de Goa o Patriarca de les Índias Orientals, José de Sá Coutinho, José Inácio de Brito e José Maria Teixeira Guimarães | 1886                                    |             |
| Governador                                        |        | Augusto César Cardoso de Carvalho | 1886 - 1889                             |             |
| Governador Interí                                 |        | Joaquim Augusto Mouzinho de Albuquerque | 1889                                    |             |
| Consell de Govern de l'Estat de l'Índia           | -      | D. António Sebastião Valente, Arquebisbe de Goa i Patriarca de les Índies Orientals, Joaquim Borges de Azevedo Enes, José Inácio de Brito e Joaquim Augusto Mouzinho de Albuquerque                                                                                             | 1889                                    |             |
| Governador                                        |        | Vasco Guedes de Carvalho e Meneses | 1889 - 1891                             |             |
| Governador                                        |        | Francisco Maria da Cunha | 1891                                    |             |
| Governador Interí                                 |        | João Manuel Correia Taborda (1.ª vegada) | 1891 - 1892                             |             |
| Consell de Govern de l'Estat de l'Índia           | -      | D. António Sebastião Valente, Arquebisve de Goa i Patriarca de les Índies Orientals, Luís Fisher Berquó Poças Falcão, Raimundo Maria Correia Mendes i João Manuel Correia Taborda                                                                                               | 1892                                    |             |
| Governador                                        |        | Francisco Teixeira da Silva | 1892 - 1893                             |             |
| Consell de Govern de l'Estat de l'Índia           | -      | Luís Fisher Berquó Poças Falcão, Raimundo Maria Correia Mendes i João Manuel Correia Taborda | 1893                                    |             |
| Governador                                        |        | Rafael Jácome de Andrade (1.ª vegada) | 1893 - 1894                             |             |
| Governador Interí                                 |        | João Manuel Correia Taborda (2.ª vegada) | 1894                                    |             |
| Consell de Govern de l'Estat de l'Índia           | -      | D. António Sebastião Valente, Arquebisbe de Goa i Patriarca de les Índies Orientals, Francisco António Ochoa, Luís Carneiro de Sousa e Faro i João Manuel Correia Taborda | 1894                                    |             |
| Governador                                        |        | Elesbão José de Bettencourt Lapa, 2n vescomte de Vila Nova de Ourém | 1894 - 1895                             |             |
| Governador                                        |        | Rafael Jácome de Andrade (2.ª vegada) | 1895 - 1896                             |             |
| Virrei                                            |        | Infante D. Afonso Henriques de Bragança, 3r duc de Porto | 1896                                    |             |
| Governador Interí                                 |        | João António de Brissac das Neves Ferreira | 1896 - 1897                             |             |
| Governador Interí                                 |        | João Manuel Correia Taborda (3.ª vegada) | 1897                                    |             |
| Consell de Govern de l'Estat de l'Índia           | -      | D. António Sebastião Valente, Arquebisbe de Goa i Patriarca de les Índies Orientals, Francisco António Ochoa, João de Melo Sampaio i João Manuel Correia Taborda | 1897                                    |             |
| Consell de Govern de l'Estat de l'Índia           | -      | D. António Sebastião Valente, Arquebisbe de Goa i Patriarca de les Índies Orientals, Abel Augusto Correia do Pinto, João de Melo Sampaio e João Manuel Correia Taborda | 1897                                    |             |
| Governador                                        |        | Joaquim José Machado | 1897 - 1900                             |             |
| Governador                                        |        | Eduardo Augusto Rodrigues Galhardo | 1900 - 1905                             |             |
| Consell de Govern de l'Estat de l'Índia           | -      | D. António Sebastião Valente, Arquebisbe de Goa i Patriarca de les Índies Orientals, Alfredo Mendonça David, José Emílio Santana da Cunha Castel-Branco i Francisco Maria Peixoto Vieira                                                                                        | 1905                                    |             |
| Governador                                        |        | Arnaldo de Novais Guedes Rebelo | 1905 - 1907                             |             |
| Consell de Govern de l'Estat de l'Índia           | -      | Bernardo Nunes Garcia, César Augusto Rancon i Francisco Maria Peixoto Vieira | 1907                                    |             |
| Governador                                        |        | José Maria de Sousa Horta e Costa | 1907 - 1910                             |             |
| Governador-General                                |        | Francisco Manuel Couceiro da Costa | 1910 - 1917                             |             |
| Governador-General Interí                         |        | Francisco Maria Peixoto Vieira (1.ª vegada) | 1917                                    |             |
| Consell de Govern de l'Estat de l'Índia           | -      | Francisco Peixoto de Oliveira e Silva, Francisco Wolfgango da Silva i Francisco Maria Peixoto Vieira | 1917                                    |             |
| Governador-General                                |        | José de Freitas Ribeiro | 1917 - 1919                             |             |
| Governador-General Interí                         |        | Augusto de Paiva Bobela da Mota | 1919 - 1920                             |             |
| Governador-General                                |        | Jaime Alberto de Castro de Morais | 1920 - 1925                             |             |
| Governador-General Interí                         |        | Francisco Maria Peixoto Vieira (2.ª vegada) | 1925                                    |             |
| Governador-General                                |        | Mariano Martins | 1925 - 1926                             |             |
| Governador-General Interí                         |        | Tito Augusto de Morais | 1926                                    |             |
| Governador-General Interí                         |        | Acúrcio Mendes da Rocha Dinis | 1926 - 1927                             |             |
| Governador-General                                |        | Pedro Francisco Massano de Amorim | 1927 - 1929                             |             |
| Governador-General Interí                         |        | Acúrcio Mendes da Rocha Dinis | 1929                                    |             |
| Governador-General                                |        | Alfredo Pedro de Almeida | 1929 - 1930                             |             |
| Governador-General                                |        | João Carlos Craveiro Lopes | 1930 - 1936                             |             |
| Governador-General Interí                         |        | Francisco Craveiro Lopes | 1936 - 1938                             |             |
| Governador-General                                |        | José Ricardo Pereira Cabral | 1938 - 1945                             |             |
| Governador-Geneal Interí                          |        | Paulo Bénard Guedes | 1945 - 1946                             |             |
| Governador-General                                |        | José Silvestre Ferreira Bossa | 1946 - 1947                             |             |
| Governador-General Interí                         |        | José Alves Ferreira | 1947 - 1948                             |             |
| Governador-General                                |        | Fernando de Quintanilha e Mendonça Dias | 1948 - 1952                             |             |
| Governador-General                                |        | Paulo Bénard Guedes | 1952 - 1958                             |             |
| Governador-General                                |        | Manuel António Vassalo e Silva | 1958 - 1961                             |             |